# Casa de Ispabudã

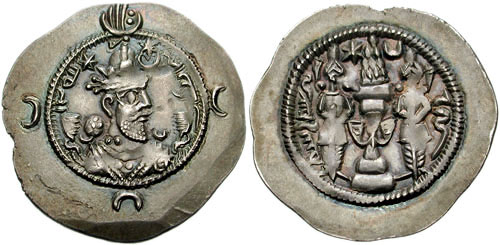
Dracma de r., filho de (r. 488-496; 499-531) com uma membro da família Ispabudã

A família Ispabudã ou Casa de Aspabade (também referida como Ispahbudhan, Ispabudan, Aspahbadh ou Aspabad) foi uma das sete grandes casas partas do Império Sassânida. Originária do Tabaristão e Coração segundo o historiador armênio Sebeos, seus membros reivindicaram descendência dos aquemênidas, bem como do herói iraniano Esfendadates. A família Ispabudã gozava de estatuto tão elevado que seus membros eram reconhecidos como "parentes e parceiros dos sassânidas". Ela também manteve a importante posição de aspabedes do Ocidente, ou seja, as regiões sudoeste do Império Sassânida (Sauade).
Ela tradicionalmente esteve ligada com os reis persas. Desde ao menos o reinado do xá Cavades I (r. 488-496; 499-531) parece que foi prática comum o casamento das filhas e/ou irmãs do ramo sênior dos Ispabudã com o principal príncipe. Como Procópio relata, o próprio Cavades I casou-se com uma membro da família, a irmã do dinasta Aspebedes. Foi desta união que o filho e sucessor de Cavades I, Cosroes I (r. 531–579), nasceu. Outro casal proeminente foi aquele do xá Hormisda IV (r. 579–590) e a filha de Sapor (Asparapete), o filho de Aspebedes. Desta união nasceu Cosroes II (r. 591–628).